# Grzywonóżka cypryjska
Grzywonóżka cypryjska (Chaetopelma karlamani) – gatunek pająka z infrarzędu ptaszników i rodziny ptasznikowatych. Endemit Cypru.

## Taksonomia
Gatunek ten opisany został po raz pierwszy w 1997 roku przez Patricka Vollmera. Jako lokalizację typową wskazano Laptę na Cyprze. Epitet gatunkowy nadano na cześć R. Karlamana, który to odłowił holotyp.

## Morfologia
Stosunkowo niewielki przedstawiciel rodzaju. Samice osiągają około 20 mm długości ciała i miewają ubarwienie od jasno- do ciemno- lub czekoladowobrązowego. Samce osiągają około 15 mm długości ciała i miewają ubarwienie od piaskowobrązowego do beżowego. Holotypowy samiec przy długości ciała 11 mm miał karapaks długości 5,1 mm i szerokości 4,4 mm, zaś paratypowa samica przy długości ciała 23,5 mm miała karapaks długości 8 mm i szerokości 6,4 mm. Oczy pary przednio-bocznej leżą bardziej z przodu niż pary przednio-środkowej, a oczy pary tylno-bocznej bardziej z tyłu niż pary tylno-środkowej. Jamki karapasku są poprzeczne. Szczękoczułki są pozbawione rastellum, u samca mają 9, a u samicy 10 zębów na krawędzi przedniej. Tak długa jak szeroka warga dolna ma u samca około 30, a u samicy około 40 kuspuli. Z kolei liczba kuspuli na szczękach wynosi około 80 u samca i około 100 u samicy. Niewiele dłuższe niż szerokie sternum jest owalne w zarysie. Nogogłaszczki samca mają bulbus z embolusem długim i cienkim, ale krótszym niż trzykrotność długości tegulum, w widoku brzusznym prostym, osadzonym na owym tegulum nasadowo. Genitalia samicy cechuje spermateka złożona z dwóch długich, nitkowatych zbiorników o jednopłatowych wierzchołkach i prostym, równoległym przebiegu.

## Występowanie i biologia
Pająk ten jest endemitem Cypru. Bytuje pod kamieniami, kłodami i ściółką, ale nie stroni też od siedlisk synantropijnych, zamieszkując ogrody, mury, stajnie i obory. Żyje w rurkowatych oprzędach, zbudowanych w zakamarkach lub samodzielnie wykopanych norkach. Przy obfitości pokarmu zagęszczenie populacji może wynosić nawet 4–6 pająków na m². Gatunek ten często występuje sympatrycznie z grzywonóżką oliwkową (Ch. olivaceum).
Samce ostatnią wylinkę przechodzą jesienią, a gotowość do kopulacji osiągają między styczniem a marcem. Do rozrodu zwykle przystępują wiosną. Samice tworzą kokony jajowe w czerwcu i lipcu. Zawierają one od 15 do 30 jaj, z których nimfy klują się po inkubacji trwającej od trzech do pięciu tygodni.